# Exelis tensaria
Exelis tensaria är en fjärilsart som beskrevs av Walker 1862. Exelis tensaria ingår i släktet Exelis och familjen mätare. Inga underarter finns listade i Catalogue of Life.